# Marek Pakosta
Marek Pakosta (* 21. April 1969 in Litomyšl) ist ein ehemaliger tschechischer Beachvolleyballspieler. Er wurde Europameister und nahm an den Olympischen Spielen 1996 teil.

## Karriere
Pakosta absolvierte seine ersten internationalen Turniere 1994 mit Michal Palinek. Zwei Jahre später gewannen die Tschechen mit einem Sieg im Finale gegen Jörg Ahmann und Axel Hager die Europameisterschaft 1996. Im gleichen Jahr nahmen sie am Olympiaturnier in Atlanta teil. Dort unterlagen sie den Brasilianern Franco/Roberto Lopes und den Kanadiern Child/Heese.
In den folgenden beiden Jahren spielte Pakosta mit Milan Džavoronok. Das neue Duo kam bei der Weltmeisterschaft 1997 nicht über den geteilten letzten Platz hinaus. Bei der nächsten WM in Marseille erreichte Pakosta mit Přemysl Kubala ebenfalls Rang 41. Die Europameisterschaft in Palma spielte Pakosta wieder mit Dzavoronok; er wurde Neunter. Im folgenden Jahr beendete er seine internationale Karriere.